# Cottonwood Heights (Utah)
Cottonwood Heights es una ciudad del condado de Salt Lake, estado de Utah, Estados Unidos. Se encuentra a lo largo del este del valle de Salt Lake (Salt Lake Valley). Se encuentra al sur de las ciudades de Holladay y Murray, al este de Midvale, y al norte de Sandy. Tras el referéndum de mayo de 2004, la ciudad se convirtió en el municipio más nuevo de Utah el 14 de enero de 2005. Anteriormente a la incorporación era un lugar designado por el censo (Census-designated place o CDP). Según el censo de 2000, la población del CDP era de 27.569 habitantes, con un pequeño decremento respecto a 1990 cuando contaba con 28.766 habitantes.
Cottonwood Heights es conocido por ser la sede de las oficinas centrales del minorista en línea Overstock.com y la compañía aérea JetBlue.

## Geografía
Cottonwood Heights se encuentra en las coordenadas 40°37′2″N 111°49′13″O / 40.61722, -111.82028.
Según la oficina del censo de Estados Unidos, el CPD tiene una superficie total de 17,6 km². No tiene superficie cubierta de agua.

## Demografía
Según el censo de 2000, había 27.569 habitantes, 9.439 casas y 7.249 familias residían en el CPD. La densidad de población era 1.565,4 habitantes/km². Había 9.932 unidades de alojamiento con una densidad media de 563,9 unidades/km².
La máscara racial del CPD era 93,57% blanco, 0,70% afroamericano, 0,27% indio americano, 2,28% asiático, 0,32% de las islas del Pacífico, 1,11% de otras razas y 1,75% de dos o más razas. Los hispanos o latinos de cualquier raza eran el 3,07% de la población.
Había 9.439 casas, de las cuales el 36,2% tenía niños menores de 18 años, el 63,5% eran matrimonios, el 9,7% tenía un cabeza de familia femenino sin marido, y el 23,2% no eran familia. El 16,1% de todas las casas tenían un único residente y el 3,1% tenía sólo residentes mayores de 65 años. El promedio de habitantes por hogar era de 2,92 y el tamaño medio de familia era de 3,31.
El 26,4% de los residentes era menor de 18 años, el 12,6% tenía edades entre los 18 y 24 años, el 28,0% entre los 25 y 44, el 25,1% entre los 45 y 64, y el 7,8% tenía 65 años o más. La media de edad era 32 años. Por cada 100 mujeres había 101,9 hombres. Por cada 100 mujeres de 18 años o más, había 100,5 hombres.
El ingreso medio por casa en el CPD era de 62.814$, y el ingreso medio para una familia era de 70.083$. Los hombres tenían un ingreso medio de 43.114$ contra 31.046$ de las mujeres. Los ingresos per cápita para el CPD eran de 26.935$. Aproximadamente el 2,8% de las familias y el 3,9% de la población estaban por debajo del nivel de pobreza, incluyendo el 5,9% de menores de 18 años y el 0,7% de mayores de 65.
- Datos: Q482523
- Multimedia: Cottonwood Heights, Utah / Q482523

1. ↑  Zip Data Maps, código ZIP n.º 84047.